# Archivo General de Castilla y León
El Archivo General de Castilla y León es un archivo de documentos ubicado en la localidad de Valladolid, provincia de Valladolid, Castilla y León, España. Se encuentra en el Palacio del Licenciado Butrón y se abrió en el año 2002.

## Historia del Archivo
El Archivo General de Castilla y León tiene su más cercano precedente en el Archivo Central de la Administración de Castilla y León, que se encargó de recoger la documentación emanada de los órganos preautonómicos y, más tarde, la de todos los órganos centrales de la Junta así como la de los periféricos.

### Configuración en la Ley 6/1991, de 19 de abril, de Archivos y Patrimonio Documental de Castilla y León
La configuración legal del Archivo General vino de la mano de la Ley 6/1991, de 19 de abril, de Archivos y Patrimonio Documental de Castilla y León. Su artículo 31 creaba el Archivo General de Castilla y León, con las siguientes funciones específicas: recoger la documentación producida o reunida por los órganos centrales del Gobierno y de la Administración de la Comunidad Autónoma y por los organismos administrativos de ámbito autonómico ya extinguidos; conservar, organizar y difundir aquella documentación que se determine tras la aplicación de estrictos criterios técnicos de selección en función de valor histórico, legal o administrativo de los propios documentos, realizando cuantos trabajos de descripción, inventario y catalogación sean necesarios a fin de facilitar su consulta para la información legal o administrativa y para la investigación; y llevar a cabo las mismas tareas de recogida, conservación, organización, comunicación y difusión de los fondos documentales históricos de interés general para la Comunidad Autónoma cuya posesión adquiera o le corresponda a ésta en virtud de cualquier título, y recibir los que le sean cedidos en depósito, así como los que no puedan ser debidamente protegidos en otros archivos.

### Funciones de acuerdo con el Decreto 221/1994, de 6 de octubre
Su estructura y funciones fueron concretadas en el Decreto 221/1994, de 6 de octubre, según el cual, el Archivo General de Castilla y León quedaba configurado como cabecera del Sistema de Archivos de Castilla y León, "al servicio de las Instituciones Autonómicas y de todos los ciudadanos". Con categoría administrativa de Servicio, quedaba adscrito a la Consejería de Cultura y Turismo, con las funciones básicas de: por una parte, recibir, custodiar, organizar y difundir la documentación con valor permanente (histórico) de los organismos centrales de la Administración Autonómica;por otra, la coordinación, normalización y asesoramiento 

### Decreto 115/1996, de 2 de mayo, por el que se aprueba el Reglamento de Archivos de Castilla y León
Continuando con las disposiciones normativas que han ido modelando el Archivo General de Castilla y León, el Decreto 115/1996, de 2 de mayo, por el que se aprueba el Reglamento de Archivos de Castilla y León, vino a destacar aún más el papel de este centro, ahora desde una doble vertiente claramente definida: por un lado, como referente del Sistema de Archivos y, por otro, como cabecera del mismo.
En cuanto al primer aspecto, se le concibe como el responsable de elaborar las propuestas de normas e instrucciones técnicas necesarias para el funcionamiento del Sistema y velar por su correcta aplicación. También quedaron integrados en él, con una gran importancia para el Sistema, los Servicios Técnicos creados por la Ley 6/1991, es decir, el Centro de Conservación y Restauración de Documentos, el Centro de Microfilmación y Reprografía de Castilla y León, y el Centro de Información de Archivos de Castilla y León.
Como cabecera de la Red Central de Archivos, debe ejercer las funciones previstas en su Decreto de creación y en el Reglamento.

### Participación en órganos asesores y consultivos
Por otra parte, el Archivo General de Castilla y León está llamado a participar en los órganos asesores y consultivos del Sistema. La opinión de su director deberá ser tenida en cuenta en el Consejo de Archivos de Castilla y León y en la Comisión Calificadora de Documentos.

### Apertura en 2002
La apertura efectiva del Archivo tuvo lugar en el año 2002.

## Ubicación
El Archivo se encuentra ubicado en el Palacio del Licenciado Butrón situado en la Plaza de Santa Brígida s/n, de Valladolid.

## Servicios
Se encuentra abierto al público de lunes a viernes, excepto festivos, de 09:00 a 14:00 horas.
El acceso a la biblioteca auxiliar es libre y gratuito.
Ofrece los siguientes servicios:
Consulta en sala, Servicio de préstamo, Préstamo interbibliotecario, Servicio de reproducción de documentos y Servicio de información bibliográfica.
También se ofrecen visitas guiadas al edificio histórico en el que se ubica.